# Erika Kothe
Erika Kothe (* 4. August 1960 in Bad Homburg vor der Höhe) ist seit 2012 Professorin für mikrobielle Kommunikation an der Friedrich-Schiller-Universität Jena.

## Wissenschaftlicher Werdegang
1984 erlangte Kothe das Diplom in Biologie an der Universität Marburg. Anschließend war sie dort bis 1989 als wissenschaftliche Mitarbeiterin tätig und wurde 1988 zur Dr. rer. nat. promoviert. Danach war sie als Postdoktorandin mit einem DFG-Stipendium an der Universität Vermont (1989–1990) und der Rijksuniversiteit Groningen (1990–1991). Ab 1991 arbeitete sie erneut als wissenschaftliche Mitarbeiterin an der Universität Marburg und habilitierte sich dort 1997 in den Fächern Genetik und Mykologie. Sie erhielt 1997 einen Ruf an die Friedrich-Schiller-Universität Jena und hatte zunächst eine Professur für mikrobielle Phytopathologie inne. Seit 2012 ist sie in Jena Professorin für mikrobielle Kommunikation. Schwerpunkte ihrer Arbeit sind Kreuzungssysteme bei Weißfäulepilzen, symbiontische Interaktionen zwischen Pilz und Pflanze sowie die Bodenmikrobiologie an schwermetallbelasteten Standorten.

## Publikationen Auswahl aus wissenschaftlichen Zeitschriften
- mit T. Asiimwe, K. Krause und I. Schlunk: Modulation of ethanol stress tolerance by aldehyde dehydrogenase in the mycorrhizal fungus Tricholoma vaccinum. In: Mycorrhiza. 22, 2012, S. 471–484.
- mit I. Ebersberger, M. Gube, R. de Matos Simoes, A. Kupczok, K. Voigt und A. von Haeseler: A consistent phylogenetic backbone for the fungi. In: Mol. Biol. Evol. 29, 2012, S. 1319–1334.
- mit S. Erdmann, D. Freihorst, M. Raudaskoski, W. Schmidt-Heck, E. M. Jung und D. Senftleben: Transcriptome and functional analysis of mating in the basidiomycete Schizophyllum commune. In: Euk. Cell. 11, 2012, S. 571–589.
- mit G. Haferburg, E. Kothe: Metallomics: lessons for metalliferous soil remediation. In: Appl. Microbiol. Biotechnol. 87, 2010, S. 1271–1280.
- mit K. Krause: Use of RNA fingerprinting to identify fungal genes specifically expressed during ectomycorrhizal interaction. In: J. Basic Microbiol. 46, 2006, S. 387–399.
- mit R. A. Ohm, J. F. de Jong, L. G. Lugones, A. Aerts, J. E. Stajich, R. P. de Vries, E. Record, A. Levasseur, S. E. Baker, K. A. Bartholomew, P. M. Coutinho, S. Erdmann, T. J. Fowler, A. C. Gathman, V. Lombard, B. Henrissat, N. Knabe, U. Kües, W. W. Lilly, E. Lindquist, S. Lucas, J. K. Magnuson, F. Piumi, M. Raudaskoski, A. Salamov, J. Schmutz, F. W. Schwarze, P. A. vanKuyk, J. S. Horton, I. V. Grigoriev und H. A. Wösten: Genome sequence of the model mushroom Schizophyllum commune. In: Nature Biotechnol. 28, 2010, S. 957–963.
- mit M. Raudaskoski: Basidiomycete mating type genes and pheromone signaling. In: Euk. Cell. 9, 2010, S. 847–859.
- mit M. Raudaskoski, T. J. Fowler, E. M. Jung und J. S. Horton: Ras and Rho small G proteins: insights from the Schizophyllum commune genome sequence and comparisons to other fungi. In: Biotechnol. Genet. Eng. Rev. 28, 2012, S. 61–100.
- mit A. Schmidt, M. Hagen, E. Schütze und A. Schmidt: In silico prediction of potential metallothioneins and metallohistins in actinobacteria. In: J. Basic Microbiol. 50, 2010, S. 562–569.
- mit A. Schmidt, M. Rzanny, A. Schmidt, M. Hagen, E. Schütze: GC content-independent amino acid patterns in Bacteria and Archaea. In: J. Basic Microbiol. 52, 2011, S. 195–205.

## Weitere Publikationen
- Bio-Geo Interactions in Metal-Contaminated Soils. Springer, Berlin 2014.